# Amerika kedvencei
Az Amerika kedvencei (eredeti címe: America's Sweethearts) 2001-ben bemutatott amerikai romantikus filmvígjáték, amelyet Joe Roth rendezett. A forgatókönyvet Billy Crystal és Peter Tolan készítette. A zenét James Newton Howard szerezte. A főbb szerepekben Crystal, Catherine Zeta-Jones, Julia Roberts és John Cusack. 2001. július 17-én mutatták be az Egyesült Államokban, Magyarországon november 22-től vetítették. Habár a kritikusok lehúzták a filmet, a produkció rendkívül nyereséges volt. 

## Cselekmény
Lee Phillipset kirúgják az egyik nagy filmstúdióból. A stúdió vezetője, Dave Kingman később visszahívja őt egy privát vetítésre, ahol bemutatják a Time Over Time című új időutazós thrillert, amelynek főszereplői Gwen Harrison és Eddie Thomas. Eddie és Gwen egy szeretett férj-feleség színészpáros volt, akiket "Amerika kedvenceinek" neveztek el. A házasságuk azonban szétesett, amikor Gwennek viszonya lett a színésztársával, Hectorral. Gwen ezután Hectorhoz költözik, Eddie pedig a mentális egészsége érdekében egy wellnesshotelbe utazik.
Amikor Lee megérkezik Kingmanhez, a stúdióvezetőhöz, a férfi elárulja, hogy nincs mit mutatnia neki, mert a rendező, Weidmann a sajtószemlén akarja bemutatni először a filmet. Kingman megbízza Leet, hogy hitesse el a sajtóval, hogy Gwen és Eddie kibékültek, amíg ő megszerzi a filmet, cserébe visszakapja az állását. Lee meglátogatja mindkét színészt, és ráveszi őket, hogy találkozzanak. Habár sikerül elhitetni a közvéleménnyel, hogy újra jóban vannak, a felszín alatt pattognak az indulatok. 
Gwent elkíséri testvére és asszisztense, Kiki, aki közvetítő szerepbe bújik a két fél között, és titokban szerelmes Eddie-be. Mikor egy félresikerült publikálás előcsalogatja a féltékeny szeretőt, Hectort, Eddie és Hector összeverekedik. Kiki felkíséri Eddie-t a szobájába, ahol végül lefekszenek egymással. A következő napon azonban Eddie letagadja Gwennek, hogy lenne kapcsolata valakivel, ezért Kiki elviharzik. Ekkor jelenik meg Weidmann a helyszínen, hogy bemutassa a filmet. A vetítésen azonban kiderül, hogy Weidmann lecserélte az eredeti forgatókönyvet, és rejtett kamerás felvételeket készített. 
Az új film Gwen és Hector viszonyát és Eddie lelki szenvedését követi nyomon. Gwen és Kingman konfrontálódik Weidmannal, aki megvédi művészi elképzeléseit. Gwen kétségbeesetten bejelenti, hogy ő és Eddie újra összejönnek, de a férfi visszautasítja, és nyilvánosan szerelmet vall Kikinek. Kiki elhatározza, hogy nem helyezi többé a húga vágyait a sajátja elé, a megalázott Gwen pedig kirúgja őt, és lelép. Kiki és Eddie ezután megcsókolják egymást, miközben a közönség tapsol. Ezt követően Weidmann filmje siker lesz, és Lee újra felveszi a stúdióban végzett munkáját, hogy népszerűsítse a filmet. Gwen bevallja a sajtónak, hogy a kibékülés hazugság volt, kiszámíthatatlan viselkedését a fájdalomcsillapítókra fogja, majd távozik Hectorral.

## Szereplők
| Szerep          | Színész              | Magyar hangja     |
| --------------- | -------------------- | ----------------- |
| Kiki Harrison   | Julia Roberts        | Tóth Enikő        |
| Lee Phillips    | Billy Crystal        | Józsa Imre        |
| Gwen Harrison   | Catherine Zeta-Jones | Kéri Kitty        |
| Eddie Thomas    | John Cusack          | Zalán János       |
| Hector          | Hank Azaria          | Csankó Zoltán     |
| Dave Kingman    | Stanley Tucci        | Kulka János       |
| Hal Weidmann    | Christopher Walken   | Barbinek Péter    |
| wellness vezető | Alan Arkin           | Konrád Antal      |
| Danny Wax       | Seth Green           | Bartucz Attila    |
| Davis           | Scott Zeller         | n.a               |
| Larry King      | Larry King           | Gruber Hugó       |
| limuzinsofőr    | Steve Pink           | n.a               |
| Dave O'Hanlon   | Rainn Wilson         | Seder Gábor       |
| biztonsági őr   | Eric Balfour         | Schmied Zoltán    |
| biztonsági őr   | Marty Belafsky       | Karácsonyi Zoltán |
| Leaf Weidmann   | Keri Lynn Pratt      | n.a               |
| Adinah          | Maria Canals-Barrera | n.a               |
| Byron Allen     | Byron Allen          | Bognár Tamás      |

## Fogadtatás

### Kritikai visszhang
A film gyengén szerepelt a kritikusok körében. A Rotten Tomatoeson 33%-os minősítést ért el 147 értékelés alapján, az összefoglaló szerint: „A híres szereplőgárda ellenére a filmből hiányoznak a szimpatikus karakterek, és csak elvétve vicces.” Michael Wilmington a Chicago Tribune-től azt írta: „Minden jó színész, és Crystal minden pimaszsága és szellemessége nem tudja visszahozni Billy Wilder és Preston Sturges fénykorát. Sőt, legtöbbször még a rossz napjaikat sem.” Kenneth Turan a Los Angeles Timestól azt írta: „A nyitó szegmensekben rendkívül magával ragadó, de hosszú távon nem képes fenntartani ezt a jó érzést.” Roger Ebert szerint: „Az Amerika kedvencei újrahasznosítja az Ének az esőbent, de hiányzik belőle az 1952-es musical pimasz zsenialitása.”
A Metacritic 44 pontot adott a 100-ból 32 vélemény alapján. Desson Thomson a Washington Posttól azt írta: „Félelmetesen vicces romantikus vígjáték, telitalálat Julia Robertsnek, a cukiság Michael Jordanjének.” Maitland McDonagh a TV Guide Magazintól azt írta: „Bár a film néhány éles párbeszédet tartalmaz, összességében puha és kissé fókuszálatlan.” Rita Kempley a Washington Posttól azt írta: „A szikrák nem repülnek - leesnek, és nem tudnak feljönni.”

### Bevétel adatai
A Box Office Mojo szerint a film rendkívül nyereséges volt: a 46 millió dolláros költségvetésre 138 millió dolláros bevételt kaszált.